# Louis Alphonse Daniel Nicolas
Œuvres principales
Seyyed Ali Mohamed dit le Bab (1905)
Louis Alphonse Daniel Nicolas, signant A.-L.-M. Nicolas, né le 27 mars 1864 à Rasht (Iran) et mort le 28 février 1939 à Neuilly-sur-Seine, est un historien et orientaliste français, interprète officiel de la Légation française à l'étranger, consul général de France à Tabriz.

## Biographie
Il parlait plusieurs langues, notamment, le russe et le persan. Il fit ses études à l'École des langues orientales vivantes. Il entra au service du Ministère des Affaires étrangères en 1877.
Après avoir lu le livre de Gobineau, il vérifia toutes les informations que Gobineau avait écrites dans son livre, il en rectifia certaines, puis entreprit de traduire les écrits du Bab. Séduit par cette jeune doctrine, il se convertit alors au babisme et devint ainsi le premier babi occidental. Il écrivit différentes œuvres Seyyed Ali Mohamed dit le Bab (1905) et fut le premier à traduire une œuvre du Bab en français : le Beyan arabe et le Beyan persan, un Essai sur le Cheikhisme (1911) ainsi que plusieurs articles dans des journaux tels que Revue du Monde Musulman. Nicolas devint chevalier de la Légion d'honneur en 1909.

## Honneurs
- Chevalier de la Légion d'honneur : 1909[3]

## Liste d’œuvres

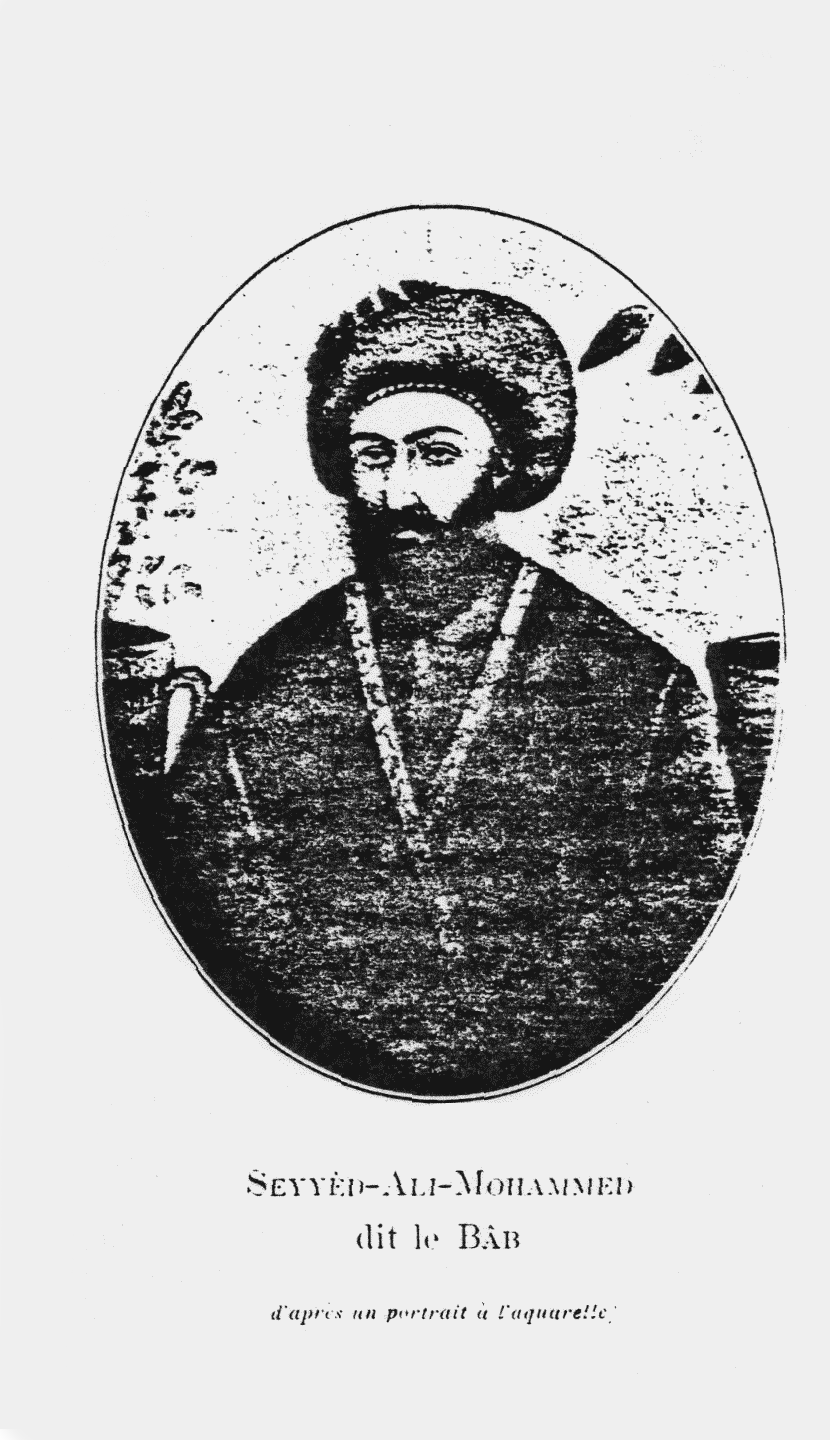
l'Image de livre de Louis Alphonse Daniel Nicolas au nom de Seyyed Ali Mohammed dit le Bab

- Sayyid ʿAlī Muḥammad Šīrāzī le Bāb (trad. A.-L.-M. Nicolas), Le Béyân arabe [« Bayān-i arabī »], Paris, Librairie Ernest Leroux, 1905 (lire en ligne)
- Sayyid ʿAlī Muḥammad Šīrāzī le Bāb (trad. A.-L.-M. Nicolas), Le Béyan persan [« Bayān-i fārsī »], Paris, Librairie Paul Geuthner, 1911-1914 (lire en ligne)
- Sayyid ʿAlī Muḥammad Šīrāzī le Bāb (trad. A.-L.-M. Nicolas), Le Livre de Sept Preuves de la Mission du Bab [« Dalāʾil-i Sabʿih »], Paris, J. Maisonneuve, 1902 (lire en ligne)
- Seyyed Ali Mohamed dit le Bab (1905)
- Essai sur le Cheikhisme (1911)
- quelques odes de Hafiz (1897)[5]